# Spessart, Ahrweiler
Spessart là một đô thị thuộc huyện Ahrweiler, trong bang Rheinland-Pfalz, phía tây nước Đức. Đô thị Spessart, Ahrweiler có diện tích 8,72 km², dân số thời điểm ngày 31 tháng 12 năm 2006 là 767 người.